# Maaloula
Maaloula hay Maҁlūlā (tiếng Aram Đế quốc: ܡܥܠܘܠܐ - מעלולא; tiếng Ả Rập: معلولا Maʿlūlā) là một thị trấn ở tỉnh Rif Dimashq thuộc Syria. Thị trấn nằm cách Damascus 56 km về phía đông bắc và được xây dựng cạnh một sườn dốc gồ ghề, và có độ cao hơn 1500 m. Đây là một trong ba ngôi làng (cùng Jubb'adin và Al-Sarkha) mà tiếng Tân Aram miền Tây vẫn được sử dụng.

## Từ nguyên
Maʿlūlā xuất phát từ từ maʿʿəlā (ܡܥܠܐ) trong tiếng Aram, nghĩa là 'lối vào'.

## Khí hậu
| Dữ liệu khí hậu của Maaloula            | Dữ liệu khí hậu của Maaloula | Dữ liệu khí hậu của Maaloula | Dữ liệu khí hậu của Maaloula | Dữ liệu khí hậu của Maaloula | Dữ liệu khí hậu của Maaloula | Dữ liệu khí hậu của Maaloula | Dữ liệu khí hậu của Maaloula | Dữ liệu khí hậu của Maaloula | Dữ liệu khí hậu của Maaloula | Dữ liệu khí hậu của Maaloula | Dữ liệu khí hậu của Maaloula | Dữ liệu khí hậu của Maaloula | Dữ liệu khí hậu của Maaloula |
| Tháng                                   | 1                            | 2                            | 3                            | 4                            | 5                            | 6                            | 7                            | 8                            | 9                            | 10                           | 11                           | 12                           | Năm                          |
| --------------------------------------- | ---------------------------- | ---------------------------- | ---------------------------- | ---------------------------- | ---------------------------- | ---------------------------- | ---------------------------- | ---------------------------- | ---------------------------- | ---------------------------- | ---------------------------- | ---------------------------- | ---------------------------- |
| Trung bình ngày tối đa °C (°F)          | 7.1 (44.8)                   | 8.0 (46.4)                   | 11.7 (53.1)                  | 16.3 (61.3)                  | 21.6 (70.9)                  | 26.0 (78.8)                  | 28.5 (83.3)                  | 28.7 (83.7)                  | 25.8 (78.4)                  | 20.8 (69.4)                  | 12.9 (55.2)                  | 8.7 (47.7)                   | 18.0 (64.4)                  |
| Trung bình ngày °C (°F)                 | 2.7 (36.9)                   | 3.3 (37.9)                   | 6.3 (43.3)                   | 10.4 (50.7)                  | 14.8 (58.6)                  | 18.9 (66.0)                  | 20.9 (69.6)                  | 21.3 (70.3)                  | 18.4 (65.1)                  | 14.2 (57.6)                  | 8.2 (46.8)                   | 4.3 (39.7)                   | 12.0 (53.5)                  |
| Tối thiểu trung bình ngày °C (°F)       | −1.8 (28.8)                  | −1.4 (29.5)                  | 0.8 (33.4)                   | 4.5 (40.1)                   | 8.0 (46.4)                   | 11.7 (53.1)                  | 13.3 (55.9)                  | 13.8 (56.8)                  | 11.0 (51.8)                  | 7.5 (45.5)                   | 3.5 (38.3)                   | −0.1 (31.8)                  | 5.9 (42.6)                   |
| Lượng Giáng thủy trung bình mm (inches) | 46 (1.8)                     | 38 (1.5)                     | 22 (0.9)                     | 16 (0.6)                     | 14 (0.6)                     | 0 (0)                        | 0 (0)                        | 0 (0)                        | 2 (0.1)                      | 16 (0.6)                     | 30 (1.2)                     | 45 (1.8)                     | 229 (9.1)                    |
| Nguồn: Climate-data.com                 |                              |                              |                              |                              |                              |                              |                              |                              |                              |                              |                              |                              |                              |

## Dân số
Theo Cục Thống kê Trung ương Syria, Maaloula có dân số 2.762 người năm 2004. Nửa thế kỷ trước, Maaloula có dân số đến 15.000 người.
Về mặt tôn giáo, người dân theo Kitô giáo (chủ yếu là thành viên của Giáo hội Chính thống giáo Antioch Hy Lạp và Giáo hội Công giáo Hy Lạp Melkite) và Hồi giáo.

## Ngôn ngữ
Cùng với hai làng lân cận là al-Sarkha (Bakhah) (tiếng Ả Rập: بخعة/الصرخه) và Jubb'adin (tiếng Ả Rập: جبّعدين), Maaloula là một trong những nơi ít ỏi mà tiếng Tân Aram miền Tây vẫn hiện diện, nhờ vào sự xa cách với thành phố lớn và địa hình cách biệt. 